# Hydrolaetare
A Hydrolaetare  a kétéltűek (Amphibia) osztályába, a békák (Anura) rendjébe és a füttyentőbéka-félék  (Leptodactylidae) családjába, azon belül a Leptodactylinae alcsaládba tartozó nem. 

## Elterjedésük
A nembe tartozó fajok az Amazonas-medencében, Brazíliában, Kolumbiában, Peruban, Bolíviában és Francia Guyanában honosak.

## Rendszerezés
A nembe az alábbi fajok tartoznak:
- Hydrolaetare caparu Jansen, Gonzales-Álvarez & Köhler, 2007
- Hydrolaetare dantasi (Bokermann, 1959)
- Hydrolaetare schmidti (Cochran & Goin, 1959)